# Windows ME
El Windows Millennium Edition (anomenat Millennium i Georgia durant el seu desenvolupament) també conegut com a Windows ME, és un sistema operatiu gràfic de 32 bits publicat el 14 de setembre de 2000 per Microsoft.
És el successor del Windows 98. Com a principals millores té l'actualització del Internet Explorer a la versió 5.5, la inclusió del nou Windows Media Player 7 (pensat per competir amb el reproductor dominant Real Player) i l'existència del nou Windows Movie Maker, un senzill i fàcil editor de vídeo. Cal dir que tant l'IE 5.5 com el WMP7 estaven disponibles a la xarxa per descarregar gratuïtament per a versions anteriors del Windows.
El canvi més important en vers versions anteriors fou la supressió total del mode real de MS-DOS. Això significa que durant l'arrancada de l'ordinador no es carrega el DOS abans que el mode gràfic. Això va portar a una millora del temps d'arrencada i per contra la impossibilitat d'arrancar en mode consola. Tot i així el Windows ME porta una "versió virtual" del DOS que es pot executar en una finestra, tot i així, hi ha aplicacions antigues que requereixen una versió real del DOS.
Amb el Windows ME també s'introdueix el "Sistema de Recuperació" dissenyat per solucionar problemes. La idea és que si hi ha algun problema en instal·lar un controlador o un programa es pugui tornar al punt anterior. Això ho aconsegueix monitoritzant els canvis al registre (per tant no és un sistema de còpies de seguretat).
La següent versió de la gamma d'usuari de Windows fou el Windows XP.

## Història
El 2000, Microsoft llança Windows Millenium Edition, que actualitza el nucli de Windows 98 però que adopta alguns aspectes de Windows 2000 i elimina l'opció de Reiniciar en mode MS-DOS. També afegeix una nova característica anomenada Restaurar Sistema, que permet a l'usuari guardar i restablir la configuració de l'equip en una data anterior.
Windows ME va ser un projecte ràpid d'un any per emplenar la bretxa entre Windows 98 i el nou Windows XP, cosa que es va reflectir en la poca estabilitat d'aquesta versió. En teoria, Windows 2000 seria la unificació entre les dues famílies de Windows, l'empresarial i la de llar, però per retards es va llançar aquest petit avenç. En aquesta versió s'accelerava l'inici del sistema i oficialment ja no es podia distingir entre l'MS-DOS i l'entorn gràfic (tot i que van aparèixer actualitzacions que van permetre tornar-los a separar com es va fer en versions anteriors).

## Descripció
Windows Me, successor de Windows 98 a la família Windows 9x i de Windows 2000 cronològicament, va ser posat al mercat com Home Edition quan comparat amb Windows 2000, que havia estat llançat set mesos abans. Va incloure Internet Explorer 5.5, Windows Media Player 7 i l'aplicació Windows Movie Maker, que té com a propòsit l'edició del vídeo amb diverses opcions bàsiques i va ser dissenyat perquè fos de gran facilitat d'ús per a usuaris casolans. Microsoft també va posar al dia la interfície gràfica amb algunes de les característiques que primer van ser introduïdes a Windows 2000.
Windows Me no està construït sota el nucli de Windows NT ja que va ser utilitzat només en els sistemes operatius professionals de Microsoft fins a aquest moment, a diferència de Windows XP que va substituir Windows Me un any després. És una versió basada de la família de Windows 9x com els seus antecessors, però amb MS-DOS executat en temps real però molt restringit, per poder córrer més ràpid durant l'arrencada del sistema.
Comparat amb altres llançaments, Windows. Em va tenir un cicle de vida molt curt i aviat va ser substituït per Windows XP, el primer sistema operatiu d'escriptori de Microsoft per a usuaris domèstics basat en el nucli de Windows NT que va ser llançat el 25 d'octubre de 2001.

## ves i actualitzades de Windows Me
- Restaurar sistema: Un sistema de seguiment i de reversió, que va ser creat per simplificar la localització i reparació de falles. Va ser pensat per treballar com a «xarxa de seguretat» de manera que si la instal·lació d'un programa o controlador incompatible afecta l'estabilitat del sistema, l'usuari pot desfer la instal·lació i tornar al sistema a un estat previ. Això es fa supervisant els canvis als fitxers del sistema i del registre de Windows (Restaurar sistema no és un programa de còpia de seguretat). Restaurar sistema pot comprometre l'estabilitat en cas d'escollir-se crear un punt de comprovació del sistema mentre un usuari l'està utilitzant, i ja que el mètode de seguiment no perd de vista els canvis fets, és del tot senzill que permeti restaurar un virus que l'usuari havia tret primer.

- Protecció de fitxers del sistema: Introduït anteriorment amb Windows 2000 (com a protecció de fitxers de Windows), ampliant les capacitats introduïdes amb el Comprovador d'Arxius del Sistema a Windows 98. La protecció del fitxer del sistema està pensat per protegir arxius del sistema contra la modificació i els danys duna manera silenciosa i transparent a l'usuari. Quan està actuant, en cas de ser reemplaçat un arxiu del sistema insegurament (acció de Virus, Troians o malware), Windows Em restaura la còpia original immediatament i silenciosament. Aquesta còpia es pren d'una carpeta de reserva del disc dur o directament del CD d'instal·lació de Windows Me en cas de no trobar aquesta còpia en alguna de les opcions buscades predeterminades per Windows. Si no hi ha aquest disc a la unitat, un quadre de diàleg alerta l'usuari sobre el problema i demana que el disc estigui inserit. Els mateixos processos tenen lloc en cas de suprimir-se un fitxer del sistema. La Protecció d'Arxius del sistema és una tecnologia diferent de Restaurar Sistema i no s'hi ha de confondre. Restaurar Sistema manté un ampli sistema de fitxers canviants incloent usos agregats i dades de la configuració de l'usuari emmagatzemats en diverses ocasions en els punts específics creats per l'usuari,

- Noves opcions del TCP/IP: Windows M'inclou millores de les configuracions de les xarxes i arquitectures importades de Windows 2000 i una nova implementació de la pila TCP/IP, que ofereixen un funcionament més fiable i, sobretot, més estable.
- Suport per a l'Universal Plug & Play: Windows M'és el segon sistema operatiu de Microsoft amb nucli basat en MS-DOS en introduir el suport per a Universal Plug and Play (Connectar i Usar), després de Windows 98 Segona Edició.

- Adquisició d'Imatges de Windows: Windows Em també va introduir la introducció a l'API de Windows el tractament de les imatges aportant un mètode estandarditzat i oficialment recolzat per permetre la comunicació de la versió amb els dispositius de l'adquisició de la imatge, com ara càmeres fotogràfiques digitals i escàners duna manera més senzilla i transparent. Abans de Windows Me i la introducció de l'Adquisició d'Imatges de Windows, les solucions no estandarditzades de tercers van ser freqüentment comunes, portant problemes d'incompatibilitat.
- Actualitzacions automàtiques: permet descarregar noves revisions i actualitzacions crítiques per a Windows amb poca interacció amb l'usuari. Per defecte, fixa la data dactualització una vegada cada 24 hores. Els usuaris poden triar descarregar les actualitzacions el dia i l'hora que ells vulguin, encara que les actualitzacions prioritàries han de ser descarregades i instal·lades immediatament.

- Carpetes comprimides: Windows M'inclou un xifratge de la carpeta i carpetes comprimides anomenades utilitat de compressió, que també va ser integrat al paquet de Microsoft Plus! per a Windows 98. Amb aquesta característica, un usuari pot crear i accedir a fitxers ZIP. L'usuari també pot restringir l'accés als fitxers amb una contrasenya usant carpetes comprimides. No és instal·lada de fàbrica, sinó que pot ser afegida manualment entrant a «Agregar o treure programes», al Tauler de control .

- Jocs: Amb Windows Em vénen inclosos nous jocs com: Backgammon a Internet, Dames a Internet, Cors a Internet, Reversi a Internet, Piques a Internet, Solitari Spider i Pinball.

- Teclat en pantalla: Introduït originalment amb Windows 2000, permet l'entrada de caràcters usant el ratolí en comptes del teclat. És útil per als ordinadors que utilitzen una ploma com el dispositiu apuntador primari.

- Una nova interfície gràfica d'ajuda i suport tècnic, substituint l'ajuda de Windows basada en HTML Help a Windows 2000 i 98. El centre de l'ajuda es basa, i s'aprofita d'una tecnologia anomenada marc de l'automatització de l'ajuda (SAF).